# Hoffman Glacier
Hoffman Glacier är en glaciär i Antarktis. Den ligger i Östantarktis. Nya Zeeland gör anspråk på området. Hoffman Glacier ligger 253 meter över havet.
Terrängen runt Hoffman Glacier är varierad.  Trakten är obefolkad. Det finns inga samhällen i närheten.